# Murgismo
Murgismo (in arabo المرجئة‎?, al-Murjiʾa) è stato il nome comunemente attribuito a un'antica corrente teologica islamica, i cui seguaci sono conosciuti col nome di Murgiti (in arabo المرجئون‎?, al-Murjiʾūn).

## Storia e caratteristiche
Durante i primi secoli dell'Islam, il pensiero musulmano dette vita a una moltitudine di movimenti e di scuole di pensiero che subirono le più diverse influenze dall'ambiente umano coinvolto nelle grandiose conquiste del Califfato arabo-islamico. Il Murgismo emerse come una scuola teologica di rilievo, in contrasto col pensiero elaborato dai Kharigiti in seguito al conflitto insorto tra il quarto Califfo 'Ali ibn Abi Talib e l'omayyade Mu'awiya ibn Abi Sufyan (più tardi fondatore della dinastia omayyade), che aveva posto il problema di chi tra i due contendenti avesse ragione e chi fosse invece dalla parte del torto.
In contrasto con il kharigismo, i murgiti credevano che non si potesse umanamente determinare chi tra i due contendenti fosse stato dalla parte del torto e chi dunque tra loro fosse da considerare peccatore: se il Califfo per aver preso le armi contro un musulmano che chiedeva giustizia per l'ingiusta morte del terzo Califfo 'Uthman ibn 'Affan, suo parente, ovvero il governatore della Siria, ribella al suo califfo, che l'aveva legittimamente sostituito con un uomo a lui più vicino e leale. Se i kharigiti optavano per ritenere entrambi colpevoli e peccatori, i murgiti pensavano invece che solo Allah avrebbe potuto determinare il loro grado di effettiva colpevolezza e di conseguente peccato, demandandogli quindi il giudizio finale, che sarebbe stato conosciuto dagli uomini solo dopo la loro morte. Proprio per questo differimento il movimento prese il suo nome. Il sostantivo Murjiʾa deriva infatti dalla radice linguistica araba <r-j-ʾ>, che significa "posporre, differire, rimandare".
Di conseguenza, mentre i kharigiti ritenevano che un peccato facesse decadere il peccatore dalla condizione giuridica e morale di "musulmano", con tutto ciò che questo fatto poteva provocare, i murgiti pensavano invece che una fede genuina (vagliabile dal solo Allah) e la sottomissione a Dio (islām) fossero più importanti degli atti di pietà e delle buone opere. La questione rimarrà a lungo dibattuta ma, infine, sarà proprio l'orientamento murgita a travasarsi nel sunnismo (che sorgerà solo dopo le riflessioni di al-Ashʿarī e di Ibn Ḥanbal),  che accetterà come atto d'ingresso nella fede rivelata da Maometto la semplice dichiarazione orale (per quanto pronunciata con retta intenzione, da una persona pubere e alla presenza di due testimoni legalmente validi) della shahāda.

Del pari sarà fatta propria dai sunniti la convinzione murgita che il peccatore, anche grave, sarebbe rimasto musulmano e che - a Dio piacendo - avrebbe potuto ricevere da Dio il Premio eterno del Paradiso islamico.